# Poppitz (Rochlitz)
Poppitz ist ein Ortsteil der Großen Kreisstadt Rochlitz im sächsischen Landkreis Mittelsachsen. Der Ort wurde am 1. Juli 1950 eingemeindet.

## Geografie

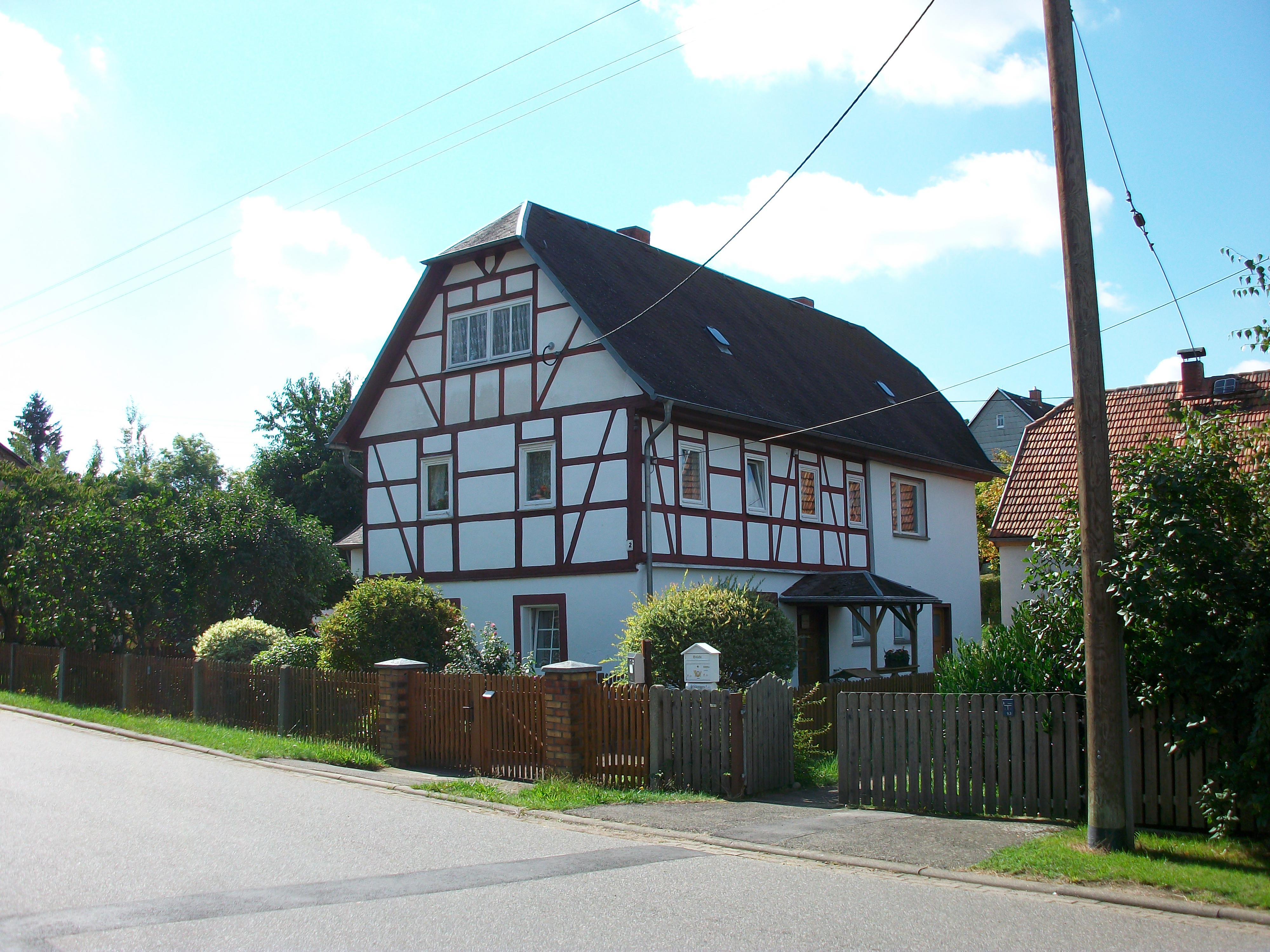
Fachwerkhaus in Poppitz

### Geografische Lage
Poppitz befindet sich im nördlichen Rochlitzer Stadtgebiet westlich des Bahnhofs Rochlitz. Die Bebauung des Orts wird nur durch den Frelsbach, einem Zufluss der Zwickauer Mulde, und die stillgelegte Bahnstrecke Rochlitz–Penig von Rochlitz getrennt. Durch Poppitz verlaufen die Bundesstraße 7 und die Bundesstraße 107.

### Nachbarorte
| Königsfeld mit Neukönigsfeld | Rochlitz                                    |          |
| Köttwitzsch                  | Kompassrose, die auf Nachbargemeinden zeigt | Rochlitz |
| Noßwitz                      | Rochlitz                                    |          |

## Geschichte

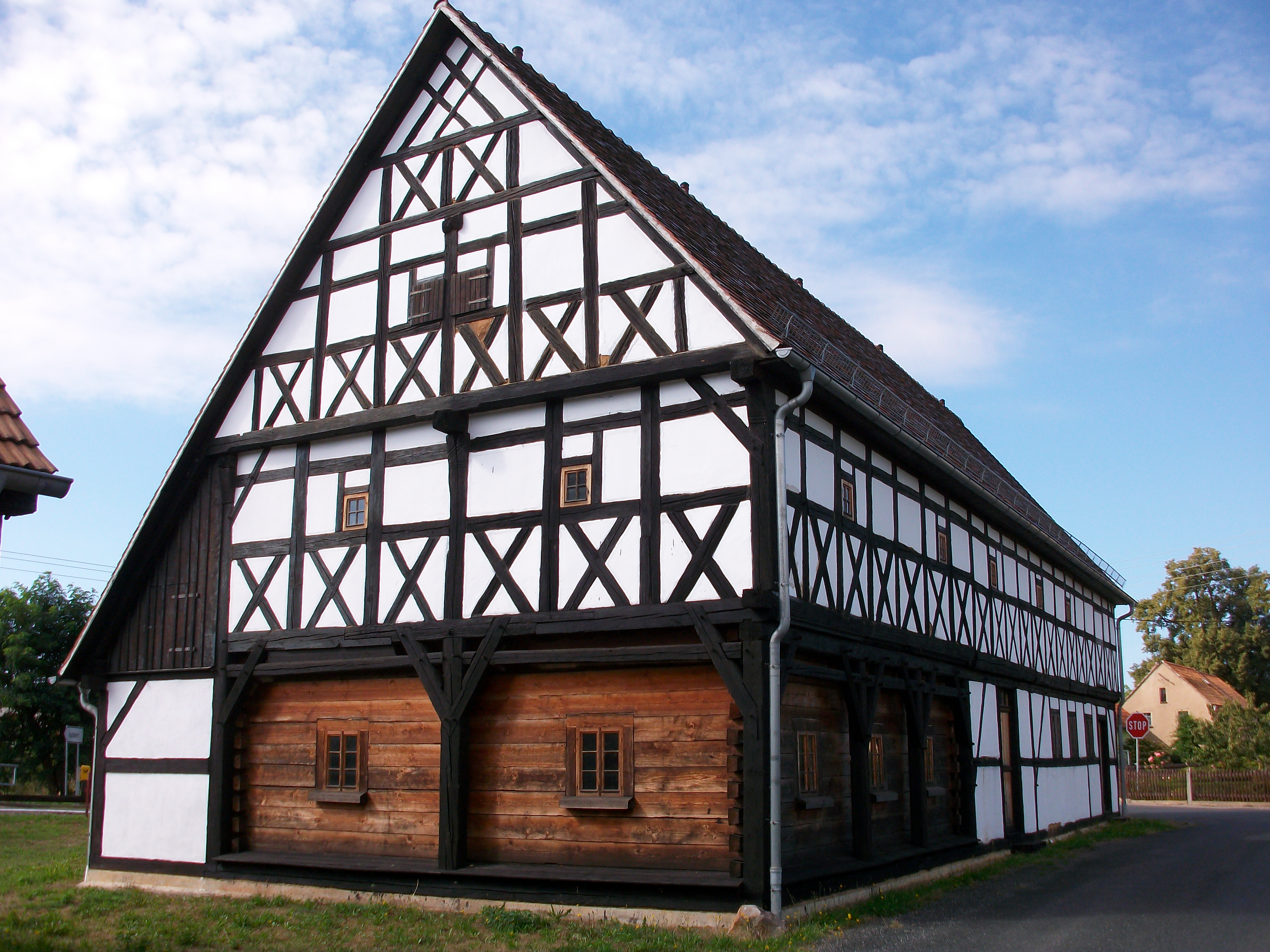
Transloziertes Poppitzer Wohnstallhaus im Museum Schwarzbach

Im 11. Jahrhundert wurde ein die Reichsburg Rochlitz versorgender Wirtschaftshof im nördlichen Teil des heutigen Stadtgebietes mit dem Burgwall Keßling im heutigen Rochlitzer Ortsteil Poppitz angelegt, der später nach Königsfeld (Sachsen) verlegt wurde.
Der Ort Poppitz wurde im Jahr 1378 als „Popwicz“ bzw. „Popewicz“ erwähnt. Bezüglich der Grundherrschaft gehörte Poppitz im Jahr 1548 der Pfarre zu Rochlitz und um 1764 bis 1856 als Amtsdorf zum kursächsischen bzw. königlich-sächsischen Amt Rochlitz. Kirchlich ist der Ort seit jeher nach Rochlitz gepfarrt. Bei den im 19. Jahrhundert im Königreich Sachsen durchgeführten Verwaltungsreformen wurden die Ämter aufgelöst. Dadurch kam Poppitz im Jahr 1856 unter die Verwaltung des Gerichtsamts Rochlitz und 1875 an die neu gegründete Amtshauptmannschaft Rochlitz.
Am 1. Juli 1950 erfolgte die Eingemeindung nach Rochlitz. Durch die zweite Kreisreform in der DDR im Jahr 1952 wurde Poppitz als Ortsteil von Rochlitz dem Kreis Rochlitz im Bezirk Chemnitz (1953 in Bezirk Karl-Marx-Stadt umbenannt) angegliedert, der ab 1990 als sächsischer Landkreis Rochlitz fortgeführt wurde und 1994 im neu gebildeten Landkreis Mittweida und 2008 im Landkreis Mittelsachsen aufging.